# Chorea-Akanthozytose
Die Chorea-Akanthozytose ist eine sehr seltene angeborene Erkrankung mit den Hauptmerkmalen Akanthozytose mit neurologischen Auffälligkeiten und normalen Lipoproteinen im Blutserum. Sie gehört zu den Neuroakanthozytosen.
Synonyme sind: ChAc; Choreoakanthozytose; Levine-Critchley-Syndrom
Die Namensbezeichnung wurde im Jahre 1985 von Tetsuo Sakai und Mitarbeiter vorgeschlagen und bezieht sich auf den Autoren der Entdeckung des Krankheitsbildes im Jahre 1960 durch den US-amerikanischen Arzt Irvine M. Levine und dessen Erstbeschreibung aus dem Jahre 1964 und 1968 sowie auf den britischen Neurologen MacDonald Critchley.

## Verbreitung
Die Häufigkeit ist nicht bekannt, es sind wohl weltweit etwa 500–1000 Betroffene, gehäuft in Japan bekannt. Die Vererbung erfolgt autosomal-rezessiv oder autosomal-dominant.

## Ursache
Der Erkrankung liegen verschiedene Mutationen im VPS13A-Gen auf Chromosom 9 Genort q21.2 zugrunde, welches für Chorein kodiert.

## Klinische Erscheinungen
Klinische Kriterien sind:
- Manifestation im Erwachsenenalter, bei etwa einem Drittel Krampfanfälle als Erstzeichen
- Akanthozytose
- neurologische Auffälligkeiten meist im Erwachsenenalter wie Tourette-Syndrom, Chorea Huntington, Dyskinesie im Mund- und Gesichtsbereich, oft Zungen- und Lippenbisse, Grimassen, Dysarthrie
- Hyperkinesen der Gliedmaßen
- mitunter parkinsonartig
- oft distale Muskelatrophie mit abgeschwächten Eigenreflexen (MER)
- schwankendes Gangbild
- auch Sensibilitätsstörungen
- Creatin-Kinase im Serum meist erhöht
- selten Blasenfunktionsstörung
- Liquor cerebrospinalis und Serumlipoproteine normal
- Nervenleitgeschwindigkeit normal

## Diagnose
Die Diagnose kann schwierig sein.
Wichtige Hinweise sind selbstverletzendes Verhalten. Die Akanthozytose muss nicht immer nachweisbar sein, die Western-Blot-Analyse ergibt das Fehlen von Chorein in den Erythrozyten.
Die Magnetresonanztomographie ergibt eine Atrophie des Striatum, insbesondere des Kopfes des Nucleus caudatus mit vermindertem Glukosestoffwechsel.

## Differentialdiagnose
Abzugrenzen sind:
- Bassen-Kornzweig-Syndrom (AR)
- McLeod-Syndrom (XR)
- Chorea Huntington
- Chorea-Huntington-ähnliche Krankheiten
- juvenile Form der Parkinson-Krankheit
- Tourette-Syndrom

## Therapie
Bislang ist lediglich eine symptombezogene Behandlung möglich.
Tiefe Hirnstimulation scheint eine Verbesserung zu bringen.

## Verlauf
Die Aussichten sind wegen des fortschreitenden Verlaufes ungünstig. Krampfanfälle oder eine vegetative Fehlfunktion kann zum plötzlichen Ableben führen.